# 串間市立福島中学校
串間市立福島中学校（くしましりつ ふくしまちゅうがっこう）は、かつて宮崎県串間市大字西方にあった公立の中学校。
2017年（平成29年）3月末をもって閉校となり、同年4月より「串間市立串間中学校」に統合された。なお、旧福島中学校の校地・校舎が串間市立串間中学校に継承されている。

## 概要
歴史
1947年（昭和22年）の学制改革により、新制中学校として創立。2017年（平成29年）3月末をもって閉校となり、串間市内の中学校6校（福島・北方・大束・本城・市木・都井）すべての統合により、串間市立串間中学校（校地は旧・福島中）となった。
校章
1948年（昭和23年）制定。中央に「中」の文字を配している。
校歌
1959年（昭和34年）制定。作詞は佐伯英雄、 作曲は緒方広一による。歌詞は3番まであり、各番の歌詞中に校名の「福島中学」が登場する。
通学区域
- 串間市立福島小学校区
- 串間市立有明小学校区
- 串間市立笠祇小学校区

## 沿革
- 1947年（昭和22年）- 学制改革が行われる（六・三制の実施）。
  - 4月1日 - 福島国民学校の初等科が、新制小学校「福島町立福島小学校」に改組・改称。
  - 4月30日 - 福島国民学校の高等科と福島青年学校の普通科が統合の上、新制中学校「福島町立福島中学校」に改組・改称。
  - 5月8日 - 開校式および入学式を挙行。福島小学校校舎（5教室）や福島高等女学校校舎（4教室）、元福島町役場（2階部分）を間借りする形で開校。初代校長に江藤次男が就任。
- 1948年（昭和23年）
  - 3月31日 - 福島青年学校・福島高等女学校が廃止される。
  - 4月1日 - 学制改革により、新制高等学校「宮崎県立福島高等学校」が開校。
  - 8月 - 木造2階建て新校舎（4教室）1棟が完成。
  - 10月1日 - 校章・校旗を制定。
  - 12月 - 学校再編により、宮崎県立福島高等学校校舎へ移転。
- 1949年（昭和24年）
  - 1月 - 木造新校舎（12教室）が完成。
  - 11月 - 宮園へ移転。
- 1950年（昭和25年）12月 - 木造2階建て教室を移転。
- 1951年（昭和26年）10月 - 講堂が完成。
- 1954年（昭和29年）
  - 4月 - 新校舎（3教室）が完成。
  - 11月3日 - 串間市の発足に伴い、「串間市立福島中学校」（最終名）に改称。
- 1956年（昭和31年）9月 - 鉄筋校舎（6教室）が完成。
- 1959年（昭和34年）3月17日 - 校歌を制定。
- 1961年（昭和36年）
  - 1月 - 鉄筋コンクリート造2階建て校舎（8教室）が完成。
  - 10月 - 特殊学級を開設。
- 1966年（昭和41年）1月 - 鉄筋コンクリート造2階建て校舎（8教室）と鉄筋コンクリート造平屋建2教室が完成。
- 1971年（昭和46年）9月 - 完全給食を開始。
- 1973年（昭和48年）8月 - 旧校舎を解体。
- 1974年（昭和49年）3月 - 鉄筋コンクリート造2階建て校舎（8教室）が完成。
- 1977年（昭和52年）3月 - 体育館が完成。
- 1979年（昭和54年）3月 - 本館校舎が完成。
- 1981年（昭和56年）6月 - プール施設が完成。
- 1997年（平成9年）5月11日 - 創立50周年記念式典を挙行。
- 1998年（平成10年）2月 - 第1回立志式を実施。
- 1999年（平成11年）
  - 7月 - 新校舎が完成。
  - 12月 - 弓道場が完成。
- 2017年（平成29年）3月31日 - 串間市立串間中学校への統合により、閉校。70年の歴史に幕を閉じる。

## 部活動
運動部
- 軟式野球部
- サッカー部
- バレーボール部（男・女）
- バスケットボール部（男・女）
- ソフトテニス部（男・女）
- 卓球部
- 剣道部
- 柔道部
- 弓道部

文化部
- 吹奏楽部

## 交通アクセス
最寄りの鉄道駅
- JR九州 日南線 「串間駅」から徒歩20分。